# Слепышев, Антон Владимирович
Анто́н Влади́мирович Сле́пышев (род. 13 мая 1994, Пенза, Россия) — российский хоккеист, левый нападающий. Права на игрока принадлежат клубу Континентальной хоккейной лиги «Динамо». Выступал за сборную России на чемпионате мира и Олимпийских играх. Трехкратный обладатель Кубка Гагарина (2019 и 2022, 2023).

## Биография

### Клубная карьера
Воспитанник хоккейной школы пензенского «Дизеля», выступал за неё на региональных и российских соревнованиях. В составе сборной своего возраста участвовал в международных турнирах.
В 2009 году дебютировал на взрослом уровне, приняв участие в играх первой лиги России по хоккею в составе дублирующего состава пензенского «Дизеля». В общей сложности за два сезона в первой лиге провел 63 матча, в которых набрал 35 очков (21+14). В 2011 в ходе драфта КХЛ под первым номером выбран новокузнецким «Металлургом».
В 2011 году в составе юниорской сборной России стал бронзовым призером чемпионата мира среди юношей до 18 лет и вошел в тройку лучших игроков российской команды.
В сезоне 2011/12 дебютировал в КХЛ в составе новокузнецкого «Металлурга». Принял участие в 39 играх регулярного сезона КХЛ, в которых набрал 7 (4+3) очков. В составе юниорской сборной России принял участие в юниорском чемпионате мира по хоккею 2012 года. В шести играх чемпионата набрал 7 (3+4) очков и 6 минут штрафа и снова был включен в топ-3 лучших игроков сборной России на этом турнире.
26 декабря 2012 года права на хоккеиста выкупил уфимский клуб «Салават Юлаев», и он стал игроком этой команды. В составе молодёжной сборной России принял участие в чемпионате мира среди молодёжных команд и выиграл вместе с командой бронзовые медали. В семи играх чемпионата заработал один ассистентский балл и отметился 4 минутами штрафа.
На драфте НХЛ 2013 года был выбран в 3-м раунде под общим 88 номером «Эдмонтоном Ойлерз». На молодёжном чемпионате мира 2014 снова стал бронзовым призером.
Летом 2015 года уехал в Северную Америку и 8 октября дебютировал за «Эдмонтон». В 12 матчах заработал лишь одну результативную передачу и был отправлен в фарм-клуб команды — «Бейкерсфилд Кондорс».
Первый гол за «Эдмонтон» забил в следующем сезоне в ворота «Каролины Харрикейнз». Всего забил 4 гола и набрал 10 очков. В плей-офф в серии первого раунда против «Сан-Хосе Шаркс» забил победный гол в 5-м матче, который позволил выиграть серию со счетом 4-1 и пройти в следующий раунд. В серии против «Анахайма» забил два гола, но «Эдмонтон» уступил в 7 матчах.
В мае 2018 года ЦСКА получил от «Салавата Юлаева» права на Антона Слепышева, а в июле того же года армейцы заключили с ним двухлетний контракт. В апреле 2020-го Слепышев снова подписал двухлетнее соглашение с ЦСКА, а в марте 2022-го он договорился с клубом о новом трехлетнем контракте, по которому должен был играть в команде до конца сезона 2024/25.
В составе ЦСКА Слепышев трижды становился обладателем Кубка Гагарина — в 2019,2022 и 2023 годах.
23 мая 2024 года был обменян в «Динамо» Москва.
В октябре 2024 года сначала приостановил действие контракта с московским «Динамо», а позднее полностью расторг его.

### Карьера в сборной
С 2014 года вызывался в сборную Россию по хоккею на этапы Еврохоккейтура. Дебютировал в национальной команде на Кубке Карьяла, который прошёл в ноябре 2014 года.
На крупных турнирах за сборную впервые сыграл в 2021 году: на чемпионате мира в Латвии Слепышев стал капитаном команды, однако сборная ОКР проиграла в 1/4 финала турнира команде Канады. В феврале 2022 года в составе российской сборной сыграл на Олимпийских играх в Пекине и стал серебряным призёром турнира. Перед стартом Олимпийских игр Слепышев называл фаворитом именно финскую сборную, которой Россия уступила в финале.

## Статистика
| Легенда | Легенда                    | Легенда | Легенда                   | Легенда | Легенда    |
| ------- | -------------------------- | ------- | ------------------------- | ------- | ---------- |
| И       | Количество проведённых игр | Штр     | Штрафное время            | +/−     | Плюс-минус |
| Г       | Голы                       | П       | Голевые передачи          | О       | Очки       |
| -       | Статистика неизвестна      | —       | Статистика не учитывалась |         |            |

## Достижения
Командные
| Год             | Команда         | Достижение                                       | Достижение |
| --------------- | --------------- | ------------------------------------------------ | ---------- |
| 2011            | Россия (юниор.) | Бронзовый призёр юниорского чемпионата мира      |            |
| 2013, 2014      | Россия (мол.)   | Бронзовый призёр молодёжного чемпионата мира (2) |            |
| 2019, 2022,2023 | ЦСКА Москва     | Обладатель Кубка Гагарина                        |            |
| 2022            | ОКР             | Серебряный призёр Олимпийских игр                |            |

## Награды
- Медаль ордена «За заслуги перед Отечеством» I степени (25 февраля 2022 года) — за высокие спортивные достижения, волю к победе, стойкость и целеустремлённость, проявленные на XXIIV Олимпийских зимних играх 2022 года в городе Пекине (Китайская Народная Республика)[10]